# Verzorgingsplaats San Zenone
De Verzorgingsplaats San Zenone is een verzorgingsplaats in Italië langs de A1 bij San Zenone al Lambro.

## Geschiedenis

### Bouw
Op 19 mei 1956 werd aan de zuidrand van Milaan begonnen met de bouw van de A1. De nieuwe weg moest voorzien van wegrestaurants en tankstations waarvoor concessies werden uitgegeven. Naast Pavesi, de gevestigde keten van wegrestaurants, dongen ook Alemagna, Motta en Agip mee naar de 14 concessies aan het eerste deel van de A1 tussen Milaan en Florence. De twee concessies voor de eerste verzorgingsplaats ten zuiden van Milaan gingen naar Agip voor het verkeer naar het zuiden (San Zenone Ovest) en naar Pavesi voor het het verkeer naar het noorden (San Zenone Est). Het wegvak van de A1 bij de verzorgingsplaats werd op 8 december 1958 geopend.

### Aanwezige bedrijven
Oliemaatschappij Agip bouwde naast haar tankstation een restaurant uit geprefabriceerde onderdelen naar het concept Stazione 59. Het gebouw van Pavesi was uitgebreider met een restaurant met balkon op de eerste verdieping en een magazijn op de begane grond. Het tankstation werd geëxploiteerd door Esso. Aanvankelijk was het zonnescherm rondom het restaurant van textiel, later werd dit vervangen door stalen lamellen die lichtrood geschilderd werden.
In de loop van de jaren zestig kregen de wegrestaurants ook een zogenaamde Tourist Market, een supermarkt waar streekproducten worden verkocht. In San Zenone Est kwam deze op de begane grond en kwam er een inpandige opgang naar het restaurant terwijl de aanvankelijke trappen aan de buitenzijde werden verwijderd. In 1977 ging Pavesi op in Autogrill dat de exploitatie voortzette. Na de reprivatisering is de concessie van San Zenone Est aan de keten MyChef gegeven terwijl de concessie van San Zenone Ovest aan Autogrill is gegeven. De concessies voor de tankstations kwamen in handen van Q8.

## Trivia
- De verzorgingsplaats komt voor in de speelfilm La Bella di Lodi uit 1963.